# Sansin
Sansin, Sanshin (en Hangul:산신, en Hanja: 山神) o Sanyeong Daeshin (山靈大神) —el Déu de la Muntanya (del creixement, la prosperitat)— és, en la mitologia, una divinitat del xamanisme coreà considerat com el de més alt nivell entre els esperits. Com la península coreana majoritàriament és molt muntanyenca, Sansin va ser l'objecte d'adoració i culte més important entre els coreans a l'antiguitat. Des de Gojoseon (2332 aC) fins a Joseon (1392-1910), fou culte religiós i era costum que el govern preparés rituals dedicats a Sansin. A les pintures, encara presents en els temples a les muntanyes coreanes, Sansin apareix representat amb tigres i nois joves.
El culte de Sansin va aparèixer en l'etapa en què predominava la caça a causa de la creença que Sansin és un déu de la naturalesa. En el mite de Dangun, que és el fundador de l'antic regne de Gojoseon o Koyoseon, es diu que ell mateix després d'abdicar al tron, es va transformar en Sansin.

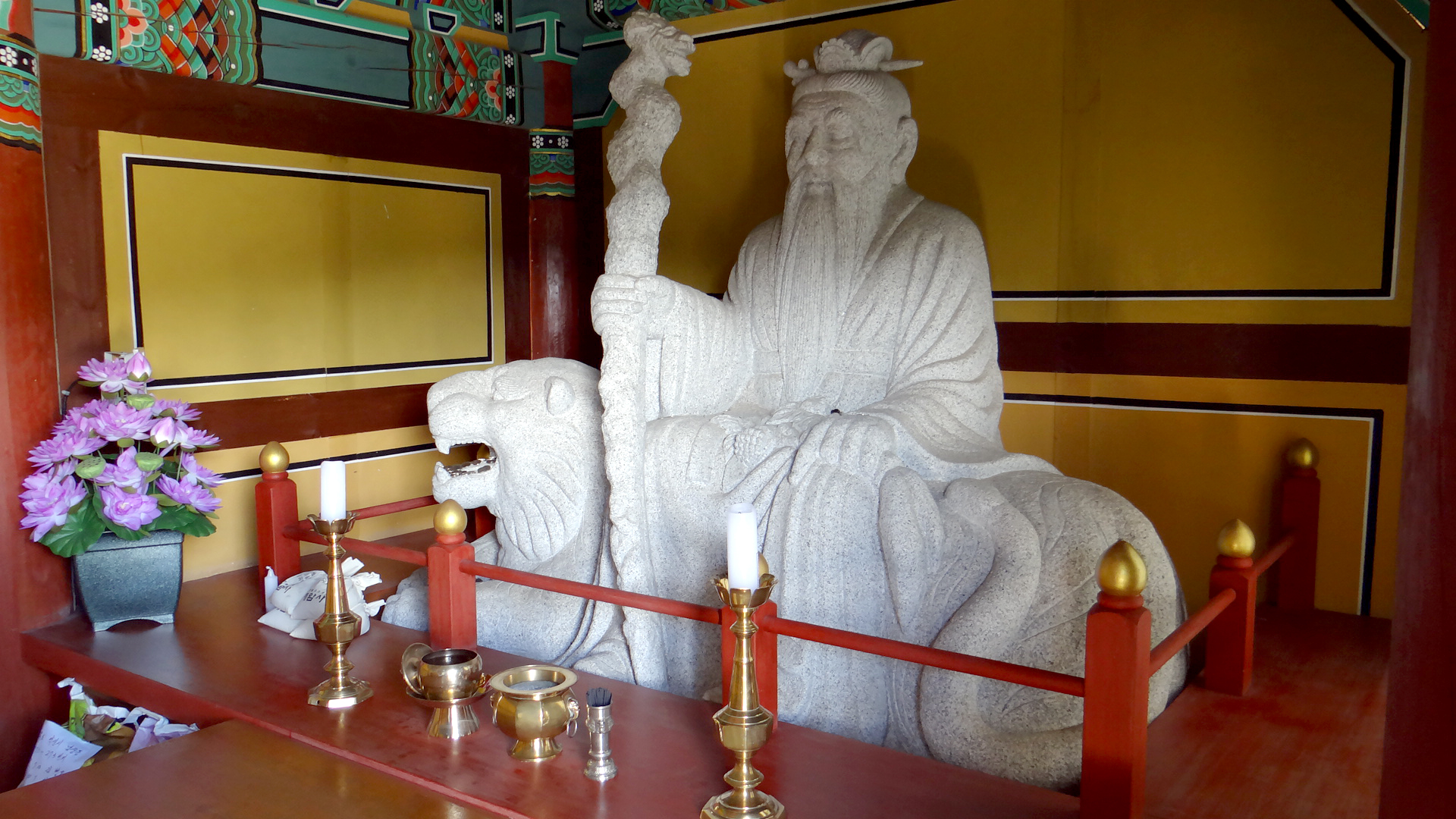
Estàtua a l'interior del Sansingak del temple de Gaeamsa, a Buan (Corea del Sud)

El culte a Sansin, es diu, preponderava a Silla durant l'època dels Tres Regnes de Corea en punts on la majoria dels objectes de ritual eren dedicats a ells, això es va basar en la devoció que Sansin defensava al país. Per exemple, es diu que vuit Sansin van aparèixer a Poseokjeong (포석정) on el rei i els nobles van fer grans cerimònies per donar notícies de l'emergència nacional de la caiguda del regne de Silla. A mesura que el budisme va penetrar a Corea, va començar el sincretisme del budisme i xamanisme coreà, sent des de llavors Sansin en les escriptures religioses com una divinitat dels temples.

A Corea, cada temple budista té un santuari dedicat al Sansin local, anomenat Sansingak (en Hangul: 산신각, en Hanja: 山神 閣), que normalment es representa com una figura masculina envoltada de tigres.